# Laphria soror
Laphria soror là một loài ruồi trong họ Asilidae. Laphria soror được Wulp miêu tả năm 1872. Loài này phân bố ở miền Australasia.